# 13788 Dansolander
13788 Dansolander eller 1998 UY26 är en asteroid i huvudbältet som upptäcktes den 18 oktober 1998 av den belgiske astronomen Eric W. Elst vid La Silla-observatoriet. Den är uppkallad efter den svenske botanikern och upptäcktsresanden Daniel Solander.
Asteroiden har en diameter på ungefär 8 kilometer och den tillhör asteroidgruppen Chloris.